# Daniel Caverzaschi
Daniel Caverzaschi (nascido em 11 de julho de 1993) é um atleta paralímpico espanhol de tênis em cadeira de rodas. Participou dos Jogos Paralímpicos de 2012 (Londres) e dos Jogos Paralímpicos de 2016 (Rio de Janeiro). Em Londres, Daniel foi eliminado na segunda fase do individual, e nas oitavas de final de duplas. Em 2013, Daniel foi o tenista em cadeira de rodas número um do seu país e vigésimo do ranking mundial e neste mesmo ano participou do Master Nacional de Tenis em Silla de Ruedas Valencia Open 500.